# Norio Minorikawa
Pour les articles homonymes, voir Minorikawa.
Norio Minorikawa, plus connu sous le nom de Mino Monta, né le 22 août 1944 à Setagaya (Tokyo) et mort le 1er mars 2025 à Tokyo,  est un présentateur de télévision japonais.

## Biographie
Norio Minorikawa est diplômé de l'université Rikkyo. Il commence à travailler en 1967 comme journaliste pour Nippon Cultural Broadcasting Inc. Il travaille ensuite pour Fuji TV comme commentateur sportif pour le baseball.
En plus de deux émissions quotidiennes en direct, une le matin et une l'après-midi, il est le présentateur de la version japonaise de Qui veut gagner des millions?, et apparaît dans des publicités télévisées. 
A partir de 2005, il apparait six jours par semaine dans des programmes de la chaîne TBS. En 2006, il obtient le record du nombre d'heures passées en direct à la télévision en une semaine (21h42).
Il arrête de travailler en 2020 ; ses dernières années sont affectées par la maladie de Parkinson.